# Olivia Thirlby
Olivia Jo Thirlby (New York, 6 ottobre 1986) è un'attrice statunitense.

## Biografia
Nata e cresciuta nell'East Village di Manhattan (New York) in una famiglia ebraica, dopo aver conseguito il diploma studia presso il French Woods Festival of the Performing Arts e successivamente studia teatro classico all'American Globe Theatre, e per un breve periodo frequenta la Royal Academy of Dramatic Art a Londra.
Debutta nel 2006 nel film United 93, in seguito lavora per la televisione partecipando ad alcuni episodi della serie televisiva Kidnapped. Dopo aver recitato nel film di David Gordon Green Snow Angels, si mette in luce come la migliore amica di Elliot Page nel pluripremiato Juno.
Nel 2007 è protagonista al fianco di David Duchovny di The Secret di Vincent Pérez ed è Leah, l'amica del cuore di Juno nell'omonimo film, mentre nel 2008 recita al fianco di Josh Peck e Ben Kingsley in Fa' la cosa sbagliata. Dopo aver partecipato al film collettivo New York, I Love You, recita al fianco di Hilary Duff nel drammatico What Goes Up.

## Vita privata
In un'intervista con Brooklyn Magazine nel 2011, Thirlby ha dichiarato di essere bisessuale. Nello stesso anno, Thirlby ha accettato di partecipare al progetto Self-Evident Truths di iO Tillett Wright, un progetto volto a catturare la diversità LGBTQ+ negli Stati Uniti attraverso la fotografia.
Nel 2023, Elliot Page ha dichiarato che i due avevano avuto una relazione durante le riprese di Juno.
Ha sposato Jacques Pienaar il 28 dicembre 2014; lo ha incontrato sul set del suo film del 2012 Dredd. Pienaar ha chiesto il divorzio nel marzo 2021.

## Filmografia

### Cinema
- United 93, regia di Paul Greengrass (2006)
- Snow Angels, regia di David Gordon Green (2007)
- Juno, regia di Jason Reitman (2007)
- Love Comes Lately, regia di Jan Schütte (2007)
- Si j'étais toi, regia di Vincent Pérez (2007)
- Fa' la cosa sbagliata (The Wackness), regia di Jonathan Levine (2008)
- New York, I Love You, registi vari (2008)
- Uncertainty, regia di Scott McGehee e David Siegel (2008)
- Arlen Faber, regia di John Hindman (2009)
- Breaking Upwards, regia di Daryl Wein (2009)
- What Goes Up, regia di Jonathan Glatzer (2009)
- Solitary Man, regia di Brian Koppelman e David Levien (2009)
- Amici, amanti e... (No Strings Attached), regia di Ivan Reitman (2011)
- Margaret, regia di Kenneth Lonergan (2011)
- L'ora nera (The Darkest Hour), regia di Chris Gorak (2011)
- Nobody Walks, regia di Ry Russo-Young (2012)
- Being Flynn, regia di Paul Weitz (2012)
- Dredd - Il giudice dell'apocalisse (Dredd), regia di Pete Travis (2012)
- Red Knot, regia di Scott Cohen (2014)
- Dalle 5 alle 7 - Due ore per l'amore (5 to 7), regia di Victor Levin (2014)
- Just Before I Go, regia di Courteney Cox (2014)
- The Wedding Ringer - Un testimone in affitto (The Wedding Ringer), regia di Jeremy Garelick (2015)
- Effetto Lucifero (The Stanford Prison Experiment), regia di Kyle Patrick Alvarez (2015)
- Welcome to Happiness, regia di Oliver Thompson (2015)
- Between Us, regia di Rafael Palacio Illingworth (2016)
- Lo scandalo Kennedy (Chappaquiddick), regia di John Curran (2017)
- Oppenheimer, regia di Christopher Nolan (2023)

### Televisione
- Kidnapped – serie TV, 5 episodi (2006-2007)
- Bored to Death - Investigatore per noia (Bored to Death) – serie TV, 4 episodi (2009)
- Good Vibes – serie TV, 12 episodi (2011)
- Goliath – serie TV, 8 episodi (2016)
- The L Word: Generation Q – serie TV, 5 episodi (2019-2020)
- Y - L'ultimo uomo (Y: The Last Man) – serie TV, 10 episodi (2021)

## Doppiatrici italiane
Nelle versioni in italiano delle opere in cui ha recitato, Olivia Thirlby è stata doppiata da:
- Domitilla D'Amico in Fa' la cosa sbagliata, Juno
- Francesca Manicone in The Wedding Ringer - Un testimone in affitto
- Alessia Amendola in Amici, amanti e..., L'ora nera
- Valentina Mari in Golia, Oppenheimer
- Marina Guadagno in United 93
- Chiara Oliviero in Dredd - Il giudice dell'apocalisse
- Valentina Favazza in Y: L'ultimo uomo